# اريك وودورد
اريك وودورد (بالإنجليزية: Eric Woodward)‏ هو عسكري أسترالي، ولد في 21 يوليو 1899 في Hay, New South Wales ‏ في أستراليا، وتوفي في 29 ديسمبر 1967 في سيدني في أستراليا.